# Mind, volume 3
Mind, volume 3 is een studioalbum van Isildurs Bane en het Metamorfosi Trio. Mind staat daarbij voor Music investigating new dimensions. Het betekende een samenwerking tussen het elektrisch kamerorkest Isildirs Bane en het akoestische kamerensemble Metamorfosi Trio uit Asti. Een gezamenlijk concert in Skellefteå liep uit op optredens in Asti en een tournee door Zweden. In de periode juli tot december 2002 waren de gezelschappen soms te vinden de geluidsstudio. Daarbij was sprake van een mengeling tussen "gecomponeerde en geïmproviseerde muziek, elektrische en akoestisch muziek, harde en zachte passages, extroverte en introverte muziek en Italiaanse en Zweedse muziek" (aldus het boekwerkje). Composities kwamen van de hand van Mats Johansson. Van de belangrijke inbreng van percussieinstrumenten (Klas Assarsson) is op dit album niets meer terug te vinden.
Het album bestaat uit twee lange suitesi. The algemene teneur binnen de recensies was dat het album niet het niveau haalde van Mind, volume 1 en Mind, volume 2, waarbij het negatieve vooral voortkwam uit de geïmproviseerde gedeelten. Men vond het alleen geschikt voor de liefhebbers van de muziek van Isildurs Bane (“collectors only”).

## Musici

### Isildurs Bane
- Jonas Christophs – gitaar
- Mats Johansson – toetsinstrumenten, theremin
- Kjell Severinsson – drumstel, percussie

### Metamorfosi Trio
- Luca Calabrese – trompet, flugelhorn
- Franco Feruglio – contrabas
- Christian Saggese – akoestische gitaar

## Muziek
| Nr. | Titel                            | Duur  |
| --- | -------------------------------- | ----- |
| 1.  | The octagon (The keel)           | 2:32  |
| 2.  | The octagon (The sails)          | 2:21  |
| 3.  | The octagon (the coachman)       | 2:12  |
| 4.  | The octagon (The sculptor)       | 3:21  |
| 5.  | The octagon (The lyre)           | 3:23  |
| 6.  | The octagon (The pendulum)       | 2:29  |
| 7.  | The octagon (Sobiekski’s shield) | 1:17  |
| 8.  | The octagon (The stern)          | 2:53  |
| 9.  | L’evento (The universe)          | 6:31  |
| 10. | L’evento (The inception)         | 6:59  |
| 11. | L’evento (Rewind)                | 7:06  |
| 12. | L’evento (The journey)           | 11:28 |
| 13. | L’evento (The puppet dance)      | 6:46  |
| 14. | L’evento (The history)           | 4:28  |
| 15. | L’evento (Capital punishment)    | 1:26  |
| 16. | L’evento (Exodus)                | 5:24  |
| 17. | L’evento (Cosmos)                | 3:08  |